# Гвианско скално петле
Гвианско скално петле (Rupicola rupicola) е вид птица от семейство Cotingidae.

## Разпространение
Видът е разпространен в Бразилия, Венецуела, Гвиана, Колумбия, Суринам и Френска Гвиана.